# Coalition des lesbiennes africaines
La Coalition des lesbiennes africaines (Coalition of African Lesbians ou CAL) est une organisation à but non lucratif panafricaine de  défense des droits des lesbiennes basée en Afrique du Sud, qui existe depuis 2003. Il s'agit d'une coalition de plus de 30 organisations différentes basées dans 19 pays à travers l'Afrique. La mission de l'organisation de faire progresser la justice, l'égalité et la visibilité des femmes lesbiennes et bisexuelles ainsi que des différentes personnes trans  sur le continent africain.

## L'histoire
L'organisation a été fondée pour la première fois par 50 activistes participant à la Conférence sur le sexe et le secret organisée par l' Association internationale pour l'étude de la sexualité, de la culture et de la société à Johannesburg, en Afrique du Sud en 2003.
En 2010, la Commission africaine des droits de l'homme et des peuples a refusé d'accorder le statut d'observateur à la CAL et a rejeté la demande du groupe de mai 2008. La commission a initialement rejeté la demande en déclarant "que les activités de ladite organisation ne promeuvent et ne protègent aucun des droits consacrés par la Charte africaine". Cependant, en 2014, la CAL a soumis une autre demande, qui en 2015 a été acceptée. Puis, en 2018, ce statut a été retiré, suscitant des protestations.

## Objectifs
La Coalition des lesbiennes africaines définit plusieurs grands objectifs lors de sa constitution en 2006: défendre et faire pression pour l'égalité des droits politiques, sexuels, culturels et économiques des lesbiennes, bisexuelles et personnes  transgenres africaines en s'engageant stratégiquement avec les structures et alliés africains et internationaux, pour éradiquer la stigmatisation et la discrimination contre les lesbiennes en Afrique, pour construire et renforcer leurs voix et leur visibilité par la recherche, les médias et les publications, et par la participation à des formes locales et internationales, pour renforcer la capacité des lesbiennes africaines et de leurs organisations à utiliser l' analyse féministe radicale africaine comme un moyen de comprendre et de combattre la discrimination et l'oppression qu'elles vivent dans toutes les sphères de leur vie, de construire une coalition LGBT forte et durable soutenant le développement d'organisations nationales travaillant sur les questions LGBT dans chaque pays d'Afrique et, pour soutenir le travail de ces derniers organisations nationales dans tous les domaines susmentionnés, y compris la facilitation de la croissance personnelle des personnes LGBT africaines et le renforcement des capacités au sein de leurs organisations.

## Idées défendues par la CAL
Selon la coordinatrice Afrique de l'Ouest et Afrique centrale de la Coalition Africaine des Lesbiennes, l'homosexualité faisait partie de la culture du continent avant l'arrivée des colonisateurs.